# Gumbel-eloszlás

A Gumbel-eloszlás sűrűségfüggvénye különböző paraméterek esetén

A valószínűségszámítás elméletében és a statisztika területén a Gumbel-eloszlás egy olyan valószínűség-eloszlás, mely különböző eloszlások mintái alapján a maximum vagy minimum értékek eloszlásait jósolja meg.
Az eloszlást kidolgozójáról, Emil Julius Gumbelról nevezték el, aki német matematikus volt (1891–1966).
Az eloszlás alkalmazására egy példa: A Gumbel-eloszlás használható arra az esetre, amikor egy folyó maximális szintjének eloszlására vagyunk kíváncsiak egy adott évben, ha ismerjük az elmúlt 10 év maximális értékeit.
Továbbá hasznos lehet megjósolni egy nagy földrengés, áradás vagy más természeti katasztrófa valószínűségét is, melyre a Gumbel-eloszlás alkalmas.
A Gumbel-eloszlás az általánosított extrémérték-eloszlás partikuláris esete (Fisher-Tippett eloszlásnak is hívják), továbbá log-Weibull eloszlásként és dupla-exponenciális eloszlásként is ismert. Időnként helytelenül a Gompertz-eloszlással azonosítják.

## Tulajdonságok
A Gumbel eloszlás kumulatív eloszlásfüggvénye:
{\displaystyle F(x;\mu ,\beta )=e^{-e^{-(x-\mu )/\beta }}.\,}
A medián: {\displaystyle \mu -\beta \ln \left(\ln 2\right)}
A középérték:
{\displaystyle \mu +\gamma \beta }
ahol {\displaystyle \gamma } = Euler-Mascheroni állandó {\displaystyle \approx } 0.5772156649015328606
A standard eltérés:
{\displaystyle \beta \pi /{\sqrt {6}}.\,}
A módusz: μ

### A standard Gumbel-eloszlás
A standard Gumbel-eloszlás az az eset, amikor μ = 0 és β = 1, a kumulatív eloszlásfüggvénnyel:
{\displaystyle F(x)=e^{-e^{(-x)}}\,}
és a valószínűség sűrűségfüggvény
{\displaystyle f(x)=e^{-x}e^{-e^{-x}}.}
A medián: {\displaystyle -\ln(\ln(2))\approx } 0.36651292058166432701.
A középérték: {\displaystyle \gamma },
Euler-Mascheroni állandó {\displaystyle \approx } 0.5772156649015328606.
A standard eltérés:
{\displaystyle \pi /{\sqrt {6}}\approx } 1.28254983016186409554.
A módusz: 0.

## Paraméter becslés
Az eloszlás egy gyakorlatiasabb használati módja lehet:
{\displaystyle F(x;\mu ,\beta )=e^{-e^{\varepsilon (\mu -x)/(\mu -M)}};}
{\displaystyle \varepsilon =\ln(\ln(2))=-0.367\dots \,}
ahol M a medián.

## Gumbel valószínűségi változók generálása
Ha adva van egy U valószínűségi változó az állandó eloszlásból [0, 1] tartományban, akkor a valószínűségi változó Gumbel eloszlású μ és β paraméterekkel.
Ez a kumulatív eloszlásfüggvényből következik.
{\displaystyle X=\mu -\beta \ln(-\ln(U))\,}

## Kapcsolódó eloszlások
- Ha Y-nál a cdf a Gumbel standard kumulatív eloszlás ellentéte, {\displaystyle P(Y\leq y)=1-F(y)}, akkor Y egy Gompertz-eloszlás.[1]

- 1. típusú Gumbel-eloszlás
- 2. típusú Gumbel-eloszlás

## Alkalmazás
Gumbel kimutatta, hogy egy valószínűségi változó mintájában a maximális érték, mely exponenciális eloszlást követ, a Gumbel-eloszláshoz közelít a minták számának növelésével.
Ezért a Gumbel-eloszlást használják a hidrológiában a napi, havi és évi esőzések maximumának jóslására, valamint a folyók szélsőséges mozgására.
Gumbel azt is kimutatta, hogy a r / (n+1) esztimátor egy esemény valószínűségére – ahol r egy adatsorozat sorszáma és n az összes megfigyelés száma – adott kumulatív valószínűség, eltérés nélküli esztimátor, ezért ezt az esztimátort gyakorta használják ábrázolásra is.